# Barbara O’Neill

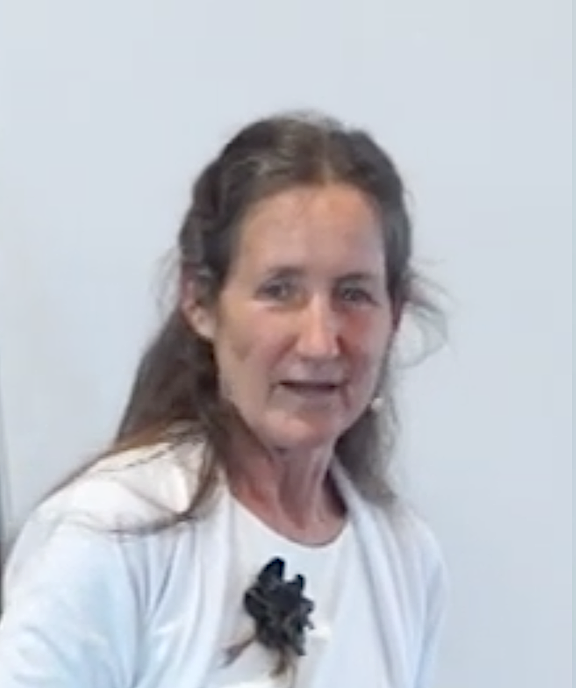
Barbara O’Neill (2018)

Barbara O’Neill (* 28. Juli 1953 in Campbelltown City-Ingleburn, Verwaltungsgebiet von Sydney) ist eine australische Referentin und Autorin, die dafür bekannt ist, gefährliche und ungesicherte alternativmedizinische Verfahren und Ideen zu propagieren und zu praktizieren.
Im Jahr 2019 wurde O’Neill dauerhaft verboten jegliche Formen medizinischer Dienstleistungen oder Gesundheitsbildung in Australien anzubieten, unabhängig davon ob sie dafür ein Entgelt annimmt oder nicht. Die Health Care Complaints Commission (HCCC), die australische Beschwerdekommission für Gesundheitswesen in New South Wales, sah es nach Untersuchungen als erwiesen an, dass sie eine Gefährdung für die öffentliche Gesundheit ist, da sie insbesondere gefährdete Patienten durch ihre Fehlinformationen und unethischen und gefährlichen Dienstleistungen anspreche und diese von Behandlungen eines Arztes abhalte. Des Weiteren verfüge sie über keine anerkannte medizinische Qualifikationen und hat die Ausbildung in der Krankenpflege nicht bestanden.
2025 wurde Barbara O’Neill von Hermann Keppler ein Ehrentitel als Associated Professor am College of Naturopathic Medicine (CNM) und ein Jahr zuvor ein Ehrendiplom ohne Abschluss von der gleichen Organisation verliehen. Keppler, der Gründer und Präsident des CNM, sowie der Mutterorganisation American School of Natural Health in Clearwater, Florida ist ein langjähriges Mitglied der Scientology-Kirche. Religionswissenschaftler sehen Organisationen wie das CNM als von Scientology gegründete Tarnorganisationen, die verschiedene Bemühungen finanzieren und fördern, um die Psychiatrie, die Psychologie, den Einsatz von Medikamenten und die evidenzbasierte Medizin zu diskreditieren.
Sie ist mit Michael O’Neill verheiratet, dem Gründer der australischen Partei Informed Medical Options Party, einer politischen Gruppierung gegen Impfungen und Fluoridierung. Diese Partei fusionierte 2023 zur HEART Party.

## Tätigkeiten
O’Neill, geboren in der australischen Metropole Sydney im Bundesstaat New South Wales, bezeichnet sich selbst seit mindestens 2004 als Naturheilkundlerin, Ernährungsberaterin und Gesundheitsberaterin, obwohl sie über keinerlei entsprechende Qualifikation oder Ausbildung verfügt. Sie hat die Vorwürfe zurückgewiesen, dass ihre Aussagen unbegründet seien, gab aber zu, dass sie auf Anfrage der Beschwerdekommission für das australische Gesundheitswesen (HCCC) keine Beweise vorlegen konnte.
Zusammen mit ihrem Ehemann betrieb sie das Misty Mountain Health Retreat in der Nähe von Kempsey, indem der einwöchige Aufenthalt  bis zu 8000 australische Dollar (ca. 5.500 €) kostet. Sie bot auch telefonische Beratung an. Laut O’Neills Website bot sie Dienste zur Entschlackung an, die angeblich die Heilung von Herzkrankheiten, Diabetes mellitus, hormonellem Ungleichgewicht, chronischer Müdigkeit, Candida/Pilzerkrankungen, Drogenabhängigkeit, Krebs, Sodbrennen und Fettleibigkeit begünstigen sollten.
Videos ihrer Vorträge wurden trotz des HCCC-Verbots mehr als 700.000 Mal angesehen. Nachdem ihre bisherige Arbeit in Australien untersagt wurde, führt sie diese weiterhin in Neuseeland und in den Vereinigten Staaten durch. Sie hat auch mehrere Bücher über Gesundheit und Ernährung veröffentlicht, die gefährliche Behauptungen und Ratschläge enthalten.
Im Monat direkt nach der Entscheidung der HCCC sollte O’Neill ein Wellness-Programm in den Vereinigten Staaten durchführen, dessen Kosten sich auf 2.350 US-Dollar pro Person beliefen. Noch im Juli 2023 bot O’Neill weiterhin Programme für Krebspatienten in den Vereinigten Staaten an, deren Kosten sich auf fast 6.000 US-Dollar pro Person belaufen. O’Neill war auch auf den Cookinseln und anderen Ländern aktiv.

## Gefährliche medizinische Thesen

### Krebstherapie mit Natron
Laut den Ermittlungen des HCCC behauptete O’Neill fälschlicherweise, Krebs heilen zu können und drängte ihre Kunden, keine Chemotherapie durchzuführen.
O’Neill propagierte die diskreditierte Behauptung, Krebs sei ein Pilz, der mit Backnatron behandelt werden könne. Sie hat auch, ohne Beweise zu liefern, behauptet, dass ein Arzt 90 % der Krebserkrankungen seiner Patienten mit Natroninjektionen geheilt habe. Außerdem hat sie ihren Kunden empfohlen, Krebs zu heilen, indem sie sechs Wochen lang eine kohlenhydratarme Diät einhält.
Ende 2019 wurde bekannt, dass ein Mann von den Cookinseln, der an Krebs im vierten Stadium erkrankt war, verstorben ist, nachdem er O’Neills Rat gefolgt war, einen medizinischen Eingriff abgelehnt und versucht hatte, seine Krankheit mit Natron, Zitronensaft und abgekochtem Wasser zu behandeln. Befürworter von O’Neill behaupten, er sei vor seinem Tod zwei Jahre lang in der Remissionsphase gewesen.

### Ablehnung von Impfungen
O’Neill riet von Immunisierungen ab und behauptete, alle Impfstoffe seien schädlich und die Ursache für eine Reihe von Krankheiten wie ADHS, Autismus, Epilepsie und plötzlicher Kindstod. Sie behauptet, dass „Kinder auf natürliche Weise gegen Tetanus geimpft werden können, indem sie viel Wasser trinken, früh zu Bett gehen, kein Junkfood essen und in den Hügeln herumlaufen“. Jegliche Belege für diese Behauptung fehlen.
O’Neill hat sich gegen die australische Impfinitiative „No Jab, No Pay“ eingesetzt, bei der die meisten Steuervergünstigungen für Eltern von aktuellen Impfungen abhängig gemacht werden. Sie ist auch Mitglied der von ihrem Mann gegründeten „Informed Medical Opinions Party“, einer bekannten alternativmedizinischen und impfgegnerischen politischen Gruppierung, die von medizinischen Verbänden und Fachleuten des Gesundheitswesens stark kritisiert wird.

### Ablehnung von Antibiotika
In mehreren ihrer YouTube-Videos rät O’Neill von der Einnahme von Antibiotika ab und vertritt die widerlegte Behauptung, dass diese Krebs verursachen. Schwangeren Frauen hat sie gesagt, dass die Einnahme von Antibiotika gegen Gruppe B Streptokokken unnötig sei, weil „noch nie ein Baby an einer peripartalen Streptokokkeninfektion gestorben ist“. Die Statistiken des Royal Australian College of Obstetricians and Gynaecologists zeigen jedoch, dass 14 % der Neugeborenen, die sich mit einer solchen Early-Onset-Neugeborenensepsis infizieren, sterben, und dass Antibiotika dieses Risiko drastisch senken können.

### Säuglingsmilchnahrung
O’Neill hat Eltern, die ihren Säugling nicht stillen können, statt Säuglingsanfangsnahrung Alternativen zu verwenden. Dazu gehören unpasteurisierte Ziegenmilch und eine Mischung aus Mandelmilch und Datteln oder Bananen. Die Mitverfasserin der Richtlinien des National Health and Medical Research Council (NHMRC) zur Säuglingsernährung, Jane Scott, hat erklärt, dass diese Ratschläge „definitiv nicht sicher sind“ und dass „hier eine echte Gefahr für Säuglinge besteht, da sie nicht zu einem gesunden Wachstum und einer gesunden Entwicklung beitragen“.
Als ihr die NHMRC-Leitlinien zur Säuglingsernährung für Ärzte vorgelegt wurden, die evidenzbasierte Empfehlungen enthalten, sagte O’Neill, dass sie diese nie gelesen habe und sich weigern würde, dies zu tun.

## Strafrechtliche Ermittlungen

### Die Australische Beschwerdekommission für das Gesundheitswesen (Health Care Complaints Commission – HCCC)
Zwischen Oktober 2018 und Januar 2019 gingen bei der New South Wales Health Care Complaints Commission (HCCC) mehrere Beschwerden von Fachkräften des Gesundheitswesens und aus der Öffentlichkeit über O’Neills Gesundheitsratschläge ein. Darunter befand sich eine Beschwerde, dass die von ihr erteilten Ratschläge zur Säuglingsernährung zum Tod führen könnten, wenn sie befolgt würden, woraufhin sie erklärte, dass ihre Anweisungen nicht auf offiziellen Leitlinien oder Beweisen beruhten.
Die Kommission stellte fest, dass einige ihrer Empfehlungen auf den Ideen von Tullio Simoncini basierten, einem in Verruf geratenen ehemaligen italienischen Onkologen und Verfechter der Alternativmedizin, der nach dem Tod eines seiner Patienten wegen Betrugs und Totschlags inhaftiert wurde. Einige ihrer Leitlinien basierten auf den Ansichten von Ärzten, die von Patienten verklagt worden waren, weil sie keine angemessene Behandlung durchgeführt hatten. Als die HCCC O’Neill auf diese Tatsachen hinwies, erklärte sie, dass sie weiterhin beabsichtige, deren Ratschläge zu befolgen.
Der HCCC stellte außerdem fest, dass O’Neill nicht in der Lage war, im Rahmen ihrer Ausbildung und Erfahrung Gesundheitsfragen zu erkennen und zu beantworten, und dass sie es versäumt hatte, Aufzeichnungen über die von ihr erteilte Gesundheitsberatung zu führen, wie dies gesetzlich vorgeschrieben ist. O’Neill hat zwar behauptet, von zwei inzwischen aufgelösten Organisationen Diplome in Naturheilkunde, Ernährung und Diätetik erhalten zu haben, doch das HCCC stellte fest, dass sie über keinerlei gesundheitsbezogene Qualifikationen verfügte.
O’Neill behauptete, dass sie ihren Kunden lediglich Informationen und keine gesundheitlichen Ratschläge gab und dass sie niemals behauptete, Krebs heilen zu können.

#### Verbotsverordnung
Die HCCC kam zu dem Schluss, dass O’Neill mit ihrem Verhalten gegen fünf Bestimmungen des Verhaltenskodex für nicht registrierte Ärzte verstoßen hat und dass sie ein Risiko für die Gesundheit und Sicherheit der Öffentlichkeit darstellt.
Am 24. September 2019 untersagte die HCCC O’Neill auf unbestimmte Zeit die Erbringung von Gesundheitsdienstleistungen oder Bildungsmaßnahmen in jeglicher Form, unabhängig davon, ob sie dafür ein Entgelt annimmt oder nicht. Somit ist es ihr untersagt, Vorträge zu halten, öffentlich zu sprechen oder Kunden zu empfangen.
Ein Sprecher der HCCC sagte, dass O’Neills Aktivitäten genau überwacht würden und die Verbotsverfügung für New South Wales, Victoria, Queensland und South Australia gelte. Er erklärte auch: „Wenn das Material in [diesen Gebieten] online zugänglich ist, wird es im Allgemeinen als Erbringung eines Gesundheitsdienstes betrachtet“, und dass „die Präsentation von Gesundheitsbildung in jeglicher Form oder die Erbringung von Gesundheitsdiensten einen Verstoß gegen ihre Verbotsverfügung darstelle“.
Nach der Entscheidung hat O’Neill eine Online-Petition gestartet, in der sie die HCCC auffordert, ihren Entschluss zu revidieren. Zu der Petition kommentiert O’Neill: „Es sieht jetzt ein bisschen düster aus, aber der große Gott des Universums wird nicht zulassen, dass seine wunderbare gesundheitliche Wahrheit zerstört wird, egal wie Männer und Frauen es auch versuchen mögen.“ Sie hat gegenüber der Presse auch behauptet, sie sei Opfer einer Propagandakampagne im Stil der Nazis.
Aliyyaa Spring-Charles, Präsident der Organisation für registrierte Naturheilkundler, General Council and Register of Naturopaths (GCRN) bezog sich in einer öffentlichen Stellungnahme auf O’Neill und sagt, dass sie als unregistrierte Naturheilkundlerin, den Ruf des Berufsstandes beschädigt habe.

### Australische Kommission für Wohltätigkeit und gemeinnützige Zwecke
Ende 2019 wurde das Misty Mountain Health Retreat von O’Neill und ihrem Mann von der australischen Kommission für Wohltätigkeit und gemeinnützige Zwecke wegen angeblicher Verstöße gegen das australische Wohltätigkeitsrecht untersucht. Im Rahmen seines Status als Wohltätigkeitsorganisation zur Gesundheitsförderung hatte das Haus staatliche Zuschüsse und verschiedene Steuervergünstigungen erhalten. Bei der Verteidigung seines Status hatte das Institut behauptet, dass es Ernährungs-, Bewegungs- und Gesundheitsberatung für Aborigines und Torres-Strait-Insulaner sowie für Menschen mit chronischen und tödlichen Krankheiten angeboten habe und dass es früher als The Aboriginal Healing Centre bezeichnet worden sei.
Trotz des HCCC-Urteils, das sie daran hinderte, ihre Dienstleistungen anzubieten oder diese voranzutreiben, machte O’Neill weiterhin Werbung auf ihrer Website und auf der des Misty Mountain Health Retreat.

### Ermittlungen auf den Cookinseln
Im Oktober 2019 äußerte die Gesundheitsministerin der Cookinseln, Josephine Herman, Bedenken, nachdem sie erfahren hatte, dass O’Neill auf Rarotonga Gesundheits-Workshops durchgeführt hatte, und übergab die Angelegenheit dem Chief Medical Officer zur Untersuchung. Herman äußerte Bedenken hinsichtlich der Eignung von O’Neill für die Erbringung von Gesundheitsdienstleistungen, einschließlich der gesetzlichen Anforderung einer jährlichen Bescheinigung und anderer Unterlagen.

### Internationale Tätigkeit nach dem Verbot
Nach dem Verbot der HCCC wechselte O’Neill ihren Tätigkeitsort und konzentrierte die Vorträge auf den Amerikanischen, Asiatischen und Europäischem Kontinent. Die als gefährlich eingestuften Gesundheitshinweise verbreiten sich zudem über verschiedene Social-Media-Plattformen und werden genutzt um Nahrungsergänzungsmittel, Salben, Öle und ähnliche Produkte für zum Teil schwerwiegende Erkrankungen zu verkaufen. Ein Sprecher der HCCC sagte: "Die weltweite Verbreitung von Fehlinformationen zum Thema Gesundheit über soziale Medien ist ein anhaltendes Anliegen für die Kommission."